# الجدة (فلم)
الجدة (بالإنجليزية: Grandma) هو فيلم درامي كوميدي أمريكي تم إنتاجه في سنة 2015، هو من إنتاج وإخراج بول فايتز ومن بطولة ليلي توملن وجوليا غارنر ومارسيا غاي هاردن وجودي جرير ولافيرن كوكس وسام إليوت، الفلم يتكلم عن إيلي السحاقية التي تحزن كثيراً لموت شريكتها، وتكتشف أن حفيدتها ذات ال18 عام سيج حامل فتحاول حل هذه المشكلة معها.

## روابط خارجية
- مقالات تستعمل روابط فنية بلا صلة مع ويكي بيانات